# Тереза Мартінцова
Тереза Мартінцова (чеськ. Tereza Martincová) — чеська тенісистка.

## Фінали турнірів WTA

### Одиночний розряд: 1 фінал
| Легенда       |
| ------------- |
| Grand Slam    |
| WTA 1000      |
| WTA 500       |
| WTA 250 (0–1) |

| За поверхнею |
| ------------ |
| Хард (0–1)   |
| Трава (0–0)  |
| Грунт (0–0)  |
| Килим (0–0)  |

| Результат | В–П | Date     | Турнір             | Статус  | Поверхня | Opponent           | Рахунок  |
| --------- | --- | -------- | ------------------ | ------- | -------- | ------------------ | -------- |
| Поразка   | 0–1 | Лип 2021 | Prague Open, Чехія | WTA 250 | Хард     | Барбора Крейчикова | 2–6, 0–6 |

### Парний розряд: 3 (1 титул)
| Легенда       |
| ------------- |
| Grand Slam    |
| WTA 1000      |
| WTA 500       |
| WTA 250 (1–2) |

| За поверхнею |
| ------------ |
| Хард (1–2)   |
| Трава (0–0)  |
| Грунт (0–0)  |
| Килим (0–0)  |

| Результат | В–П | Дата     | Турнір                            | Статус  | Поверхня | Партнерка           | Супротивниці                     | Рахунок               |
| --------- | --- | -------- | --------------------------------- | ------- | -------- | ------------------- | -------------------------------- | --------------------- |
| Поразка   | 0–1 | Січ 2022 | Melbourne Summer Set, Австралія   | WTA 250 | Хард     | Маяр Шеріф          | Бернарда Пера Катержина Сінякова | 2–6, 7–6(9–7), [5–10] |
| Поразка   | 0–2 | Січ 2022 | Adelaide International, Австралія | WTA 250 | Хард     | Маркета Вондроушова | Ері Ходзумі Ніномія Макото       | 6–1, 6–7(4–7), [7–10] |
| Перемога  | 1–2 | Вер 2022 | Slovenia Open, Словенія           | WTA 250 | Хард     | Марта Костюк        | Крістіна Букша Тереза Мігалікова | 6–4, 6–0              |